# Beatriz de Vienne
Beatriz de Vienne, também conhecida como Beatriz de Viennois (em francês:  Béatrice ou em francês:  Beatrix; 1160 — antes de 8 de abril de 1230)  foi uma condessa consorte de Saboia como a quarta e última esposa de Humberto III de Saboia.

## Família
Beatriz era a primeira filha, e sexta criança de Geraldo I, conde de Mâcon e de Vienne e de Maureta de Salins, também chamada de Guyonne. Seus avós paternos eram Guilherme III, conde de Mâcon e Ponce, senhora de Traves. Já seus avós maternos eram Gaucher IV, senhor de Salins e esposa de nome desconhecido.
Seus irmãos incluíam: Guilherme IV de Vienne, que sucedeu como conde de Mâcon em 1184, e conde titular de Vienne; Gaucher de Vienne, senhor de Salins; Estêvão de Vienne, arcebispo de Besançon; Reinaldo de Vienne; Alexandrina de Vienne, segunda esposa de Ulrico V, senhor de Bâgé e Bresse, com quem teve três filhos, e por último, Ida de Vienne, esposa de Humberto II, senhor de Coligny, com quem teve oito filhos, e depois esposa de Simão II, Duque de Lorena.

## Biografia
Após a morte de sua terceira esposa, Clemência de Zähringen, o conde Humberto estava inconsolável, e recusava a casar-se novamente. Porém, a necessidade de um herdeiro o levou a ser persuadido por seus conselheiros. Assim, os dois se casaram em 1175. Humberto era filho de Amadeu III de Saboia e Mafalda de Albon.
Com ele teve um filho:
- Tomás I de Saboia (23 de maio de 1176 - 1 de março de 1233), recebeu seu nome em homenagem ao santo Tomás Becket. Ele foi sucessor do pai no condado. Foi casado com Margarida de Genebra, filha de Guilherme I de Genebra e de Beatriz de Faucigny. Eles tiveram quatorze filhos, e Tomás também foi pai de alguns filhos ilegítimos.